# Gratallops
Gratallops è un comune spagnolo di 224 abitanti situato nella comunità autonoma della Catalogna.